# Boyzone
Boyzone was een Ierse boyband, die vooral in de tweede helft van de jaren 90 van de 20e eeuw populair was.

## Biografie

### 1993-1996
Het idee voor Boyzone kwam in 1993 van muziekmanager Louis Walsh. Geïnspireerd door het succes van de Britse jongensgroep Take That besloot hij tot de oprichting van een gelijkaardige Ierse variant. Op zoek naar groepsleden plaatste hij een advertentie in de Ierse kranten en kreeg meer dan 300 reacties. De audities vonden in november 1993 plaats in Dublin. Uiteindelijk werden Ronan Keating, Stephen Gately, Keith Duffy, Shane Lynch, Mark Walton en Richard Rock (de zoon van Dickie Rock) geselecteerd. Rock verliet de groep echter al snel na meningsverschillen met Keating. Hij werd vervangen door Mikey Graham. Later verliet ook Walton de groep; hij werd niet vervangen.
Walsh probeerde bij diverse platenmaatschappijen een overeenkomst te sluiten voor Boyzone, maar aanvankelijk zonder succes. De groep kreeg in 1994 uiteindelijk een contract bij PolyGram en bracht daar de eerste single uit: Working my way back to you, oorspronkelijk een nummer van The Four Seasons. Hiermee scoorde Boyzone een grote hit in de Ierse hitlijsten.
Met de tweede single, Love me for a reason (een cover van een hit van The Osmonds), brak Boyzone ook internationaal door. Het werd behalve in Ierland ook een nummer 1-hit in Israël en Vlaanderen. In het Verenigd Koninkrijk bereikte het nummer de tweede plaats en in Nederland de zevende. In de zomer van 1995 bracht de groep vervolgens zijn debuutalbum uit, getiteld Said and done. Hiervan werden nog enkele succesvolle singles uitgebracht: Key to my life, So good, Father and son (een cover van Cat Stevens) en Coming home now.
Na het uiteenvallen van Take That in 1996 werd Boyzone de populairste Europese jongensgroep. Het tweede album, A different beat, werd uitgebracht in het najaar van 1996 en verkocht wereldwijd twee miljoen exemplaren. De Bee Gees-cover Words werd een internationale hit en leverde Boyzone zijn eerste nummer 1-hit op in het Verenigd Koninkrijk. Andere singles van het album hadden buiten het Verenigd Koninkrijk en Ierland echter veel minder succes.

### 1997-2000
In 1997 trad Boyzone op als intervalact tijdens het Eurovisiesongfestival in Dublin, waarvan Ronan Keating de presentator was. Keating was op dat moment al uitgegroeid tot leadzanger en frontman van de groep. Later dat jaar verscheen het nummer Picture of you, dat tevens fungeerde als themalied voor de film Bean: The Ultimate Disaster Movie. Keating werd als tekstschrijver van het nummer beloond met een Ivor Novello Award.
Vooruitlopend op het derde album Where we belong werden de singles Baby can I hold you (een cover van Tracy Chapman) en All that I need uitgebracht, die internationaal gezien matig scoorden. Pogingen om door te breken in de Verenigde Staten leverden evenmin veel succes op. Hier kwam echter verandering in toen in augustus 1998 de single No matter what verscheen, een nummer dat door Andrew Lloyd Webber, Jim Steinman en Nigel Wright was geschreven voor de musical Whistle down the wind. Boyzone scoorde er een wereldhit mee en het groeide met vier miljoen verkochte exemplaren uit tot hun grootste succes. De single stond in acht landen op nummer 1, waaronder in Nederland, waar het zeven weken bovenaan de hitlijsten verbleef. Ook het album Where we belong bereikte in Nederland en enkele andere landen de nummer 1-positie.
Hoewel de volgende singles I love the way you love me en You needed me het succes van No matter what niet konden evenaren, bleef Boyzone populair. In 1999 bracht de groep het verzamelalbum By request uit, dat opnieuw een kassucces opleverde. Desondanks ging het achter de schermen intussen minder goed: tijdens een tournee door Europa raakten de groepsleden met elkaar in onmin. De spanningen leidden ertoe dat in november 1999, zes jaar na de oprichting van de groep, besloten werd om een pauze in te lassen en ieder voor zich te werken aan solocarrières. Begin 2000 werden nog een aantal afscheidsconcerten gegeven in Ierland. De voorlopig laatste single van de groep werd Everyday I love you.

### 2007 en verder
In de jaren na de breuk hadden de voormalige groepsleden wisselende successen. Ronan Keating scoorde enkele hits en was manager van boyband Westlife, terwijl Stephen Gately optrad in musicals en in mindere mate succes had met zijn soloalbum New beginning. Keith Duffy had een rol als acteur in de televisiesoap Coronation Street.
In november 2007 kwam Boyzone na zeven jaar weer bijeen. De groep trad op tijdens het televisieprogramma Children In Need van de BBC en kondigde een tournee aan, die in 2008 werd gehouden in Ierland en het Verenigd Koninkrijk. Later in 2008 werd een nieuw verzamelalbum uitgebracht, getiteld Back again... no matter what. Het album bevatte drie nieuwe nummers, waarvan Love you anyway en Better op single verschenen.
Op 10 oktober 2009 stierf groepslid Stephen Gately volkomen onverwacht in zijn slaap tijdens een verblijf op Mallorca. Hij werd 33 jaar oud. In maart 2010 brachten de overgebleven leden een nieuw album uit als eerbetoon aan Gately, genaamd Brother. Hierop zijn ook de vocalen van Gately zelf nog te horen. De eerste single van het album, Gave it all away, werd geschreven door Mika. Zowel de single als het album bereikten de nummer 1-positie in Ierland.
In 2013 vierde Boyzone het twintigjarig jubileum van de oprichting van de groep. Er werd een nieuw album opgenomen, BZ 20, waarvan de nummers Love will save the day en Light up the night op single werden uitgebracht. De groep begon ook aan een nieuwe langdurige tournee. Deze voerde vooral door het Verenigd Koninkrijk, maar bevatte ook optredens in Zuidoost-Azië. Ondertussen verschenen in 2014 nog twee albums: het verzamelalbum Love me for a reason – The collection, dat de hitlijsten haalde in Ierland en Vlaanderen, en Dublin to Detroit, een album met covers van Motown-hits. Dit laatste album werd nergens een groot succes.
In maart 2017 tekende Boyzone een contract bij Warner Music.
In 2018 kondigde de groep haar afscheid aan.

## Samenstelling
- Michael Graham (15 augustus 1972)
- Keith Duffy (1 oktober 1974)
- Shane Lynch (3 juli 1976)
- Ronan Keating (3 maart 1977)
- Stephen Gately (17 maart 1976 - 10 oktober 2009)

## Discografie

### Albums
| Album met eventuele hitnotering(en) in de Nederlandse Album Top 100 | Datum van verschijnen | Datum van binnenkomst | Hoogste positie | Aantal weken | Opmerkingen   |
| ------------------------------------------------------------------- | --------------------- | --------------------- | --------------- | ------------ | ------------- |
| Said and Done                                                       | 11-09-1994            | 09-09-1995            | 41              | 17           |               |
| A Different Beat                                                    | 28-10-1996            | 16-11-1996            | 78              | 5            |               |
| Where We Belong                                                     | 25-09-1998            | 06-06-1998            | 1 (1wk)         | 47           |               |
| By Request                                                          | 31-05-1999            | 12-06-1999            | 3               | 37           | Verzamelalbum |
| Ballads - The Ultimate Love Songs Collection 1993-2001              | 2003                  | 17-05-2003            | 63              | 2            | Verzamelalbum |
| Brother                                                             | 05-03-2010            | 13-03-2010            | 50              | 4            |               |

| Album met hitnotering(en) in de Vlaamse Ultratop 200 albums | Datum van verschijnen | Datum van binnenkomst | Hoogste positie | Aantal weken | Opmerkingen   |
| ----------------------------------------------------------- | --------------------- | --------------------- | --------------- | ------------ | ------------- |
| Said and Done                                               | 1994                  | 09-09-1995            | 10              | 7            |               |
| A Different Beat                                            | 1996                  | 16-11-1996            | 37              | 2            |               |
| Where We Belong                                             | 1998                  | 06-06-1998            | 7               | 43           |               |
| By Request                                                  | 1999                  | 12-06-1999            | 1 (2wk)         | 33           | Verzamellabum |
| BZ 20                                                       | 2013                  | 30-11-2013            | 152             | 4            |               |

### Singles
| Single met eventuele hitnotering(en) in de Nederlandse Top 40 | Datum van verschijnen | Datum van binnenkomst | Hoogste positie | Aantal weken | Opmerkingen |
| ------------------------------------------------------------- | --------------------- | --------------------- | --------------- | ------------ | ----------- |
| Love Me for a Reason                                          | 1994                  | 28-01-1995            | 7               | 13           | Alarmschijf |
| Key to My Life                                                | 1995                  | 13-05-1995            | 10              | 6            | Alarmschijf |
| So Good                                                       | 1995                  | 19-08-1995            | tip5            | -            |             |
| Father and Son                                                | 1996                  | 13-01-1996            | 7               | 13           |             |
| Coming Home Now                                               | 1996                  | 11-05-1996            | tip11           | -            |             |
| Words                                                         | 1996                  | 26-10-1996            | 18              | 6            |             |
| A Different Beat                                              | 1997                  | 15-02-1997            | tip8            | -            |             |
| Isn't It a Wonder                                             | 1997                  | 24-05-1997            | tip8            | -            |             |
| Picture of You                                                | 1997                  | 09-08-1997            | 25              | 7            |             |
| Baby Can I Hold You                                           | 1997                  | 14-03-1998            | 32              | 3            |             |
| All That I Need                                               | 1998                  | 16-05-1998            | 30              | 3            |             |
| No Matter What                                                | 1998                  | 19-09-1998            | 1 (7wk)         | 21           |             |
| I Love the Way You Love Me                                    | 1999                  | 06-02-1999            | 24              | 4            |             |
| You Needed Me                                                 | 1999                  | 22-05-1999            | 13              | 7            |             |
| Everyday I Love You                                           | 1999                  | 25-12-1999            | 35              | 2            |             |

| Single met hitnotering(en) in de Vlaamse Ultratop 50 | Datum van verschijnen | Datum van binnenkomst | Hoogste positie | Aantal weken | Opmerkingen |
| ---------------------------------------------------- | --------------------- | --------------------- | --------------- | ------------ | ----------- |
| Love Me for a Reason                                 | 1994                  | 01-04-1995            | 1 (1wk)         | 21           |             |
| Key to My Life                                       | 1995                  | 06-05-1995            | 15              | 15           |             |
| So Good                                              | 1995                  | 26-08-1995            | 26              | 6            |             |
| Father and Son                                       | 1995                  | 16-12-1995            | 24              | 14           |             |
| Words                                                | 1996                  | 02-11-1996            | 3               | 15           |             |
| A Different Beat                                     | 1997                  | 15-02-1997            | tip7            | -            |             |
| Isn't It a Wonder                                    | 1997                  | 26-04-1997            | tip6            | -            |             |
| Picture of You                                       | 1997                  | 17-08-1997            | 30              | 11           |             |
| Te garder près de moi                                | 1997                  | 03-01-1998            | tip5            | -            | met Alliage |
| Baby Can I Hold You                                  | 1997                  | 14-02-1998            | 31              | 8            |             |
| All That I Need                                      | 1998                  | 23-05-1998            | 49              | 3            |             |
| No Matter What                                       | 1998                  | 29-08-1998            | 2               | 23           |             |
| I Love the Way You Love Me                           | 1999                  | 06-02-1999            | 28              | 6            |             |
| You Needed Me                                        | 1999                  | 15-05-1999            | 22              | 9            |             |
| Everyday I Love You                                  | 1999                  | 18-12-1999            | 17              | 12           |             |
| Love Will Save the Day                               | 2013                  | 23-11-2013            | tip28           | -            |             |

### NPO Radio 2 Top 2000
| Nummer met noteringen in de NPO Radio 2 Top 2000 | '01 | '02 | '03  | '04 | '05  | '06  | '07  | '08  | '09  | '10  | '11  |
| ------------------------------------------------ | --- | --- | ---- | --- | ---- | ---- | ---- | ---- | ---- | ---- | ---- |
| No Matter What                                   | 622 | 765 | 1026 | 951 | 1176 | 1464 | 1511 | 1227 | 1124 | 1416 | 1649 |

1. ↑  Een vetgedrukt getal geeft de hoogste notering aan.
2. ↑  2001 was het eerste jaar met een notering voor dit nummer.
3. ↑  Deze tabel is bijgewerkt tot en met de laatste editie (2024).

### Dvd's
| Dvd's met hitnoteringen in de Nederlandse Music Top 30 | Datum van verschijnen | Datum van binnenkomst | Hoogste positie | Aantal weken | Opmerkingen |
| ------------------------------------------------------ | --------------------- | --------------------- | --------------- | ------------ | ----------- |
| Back Again... No Matter What Live 2008                 | 2009                  | 24-10-2009            | 23              | 1            |             |